# Chris Treling
Chris Treling (Delft, 8 september 1959) is een Nederlands voormalig profvoetballer die doorgaans als aanvaller speelde. In Nederland kwam hij professioneel uit voor FC Den Haag en SVV en in België voor Germinal Ekeren.

## Clubcarrière

### Blauw-Wit Excelsior Combinatie
Treling speelde in de jeugd bij Blauw-Wit Excelsior Combinatie in Delft, waar hij op zijn veertiende al debuteerde in het eerste elftal. Na drie jaar maakte hij de overstap naar FC Den Haag dat op dat moment uitkwam in de Eredivisie.

### FC Den Haag
De eerste halfjaar speelde Treling mee met het derde, maar mocht halverwege het seizoen een oefenwedstrijd met het eerste meespelen. In de eerste helft van die wedstrijd wist Treling gelijk twee doelpunten te maken. Het jaar erop werd Treling bij het eerste gehaald echter wist hij geen basisplaats te veroveren. Mede hierom werd hij een half jaar verhuurd aan Germinal Ekeren. Het eerste jaar na zijn verhuur wist hij in 34 wedstrijden (waarvan 32 basisplaatsen) in totaal 7 maal het doel te treffen. Het jaar erop mocht Treling 23 keer starten, echter wist hij geen enkele keer te scoren en mocht hij vertrekken naar SVV.

### SVV
In 1984 kwam Treling bij SVV te spelen dat toen in de Eerste divisie uitkwam. Na drie seizoenen stopte hij in 1987 met zijn profcarrière en speelde nog enkele jaren achtereen volgend op amateurniveau bij SV Wippolder, RVC Rijswijk en Delfia.